# Osiedle Batorego (Łask)
Osiedle Stefana Batorego – część miasta, osiedle Łasku.
Główne ulice to: 9 Maja, Batorego, Spółdzielcza, Danuty Siedzikówny i część Warszawskiej. Na os. Batorego mieszczą się głównie bloki mieszkalne, po 30 mieszkań w każdym. Znajduje się tu również siedziba Łaskiej Telewizji Kablowej, filia Łaskiej Spółdzielni Mieszkaniowej, pub oraz kilka sklepów.